# Корнацелу (Бакау)
Корнацелу (рум. Cornățelu) насеље је у Румунији у округу Бакау у општини Мотошени. Oпштина се налази на надморској висини од 227 m.

## Становништво
Према подацима из 2002. године у насељу је живело 136 становника, од којих су сви румунске националности.